# Flora do Chile

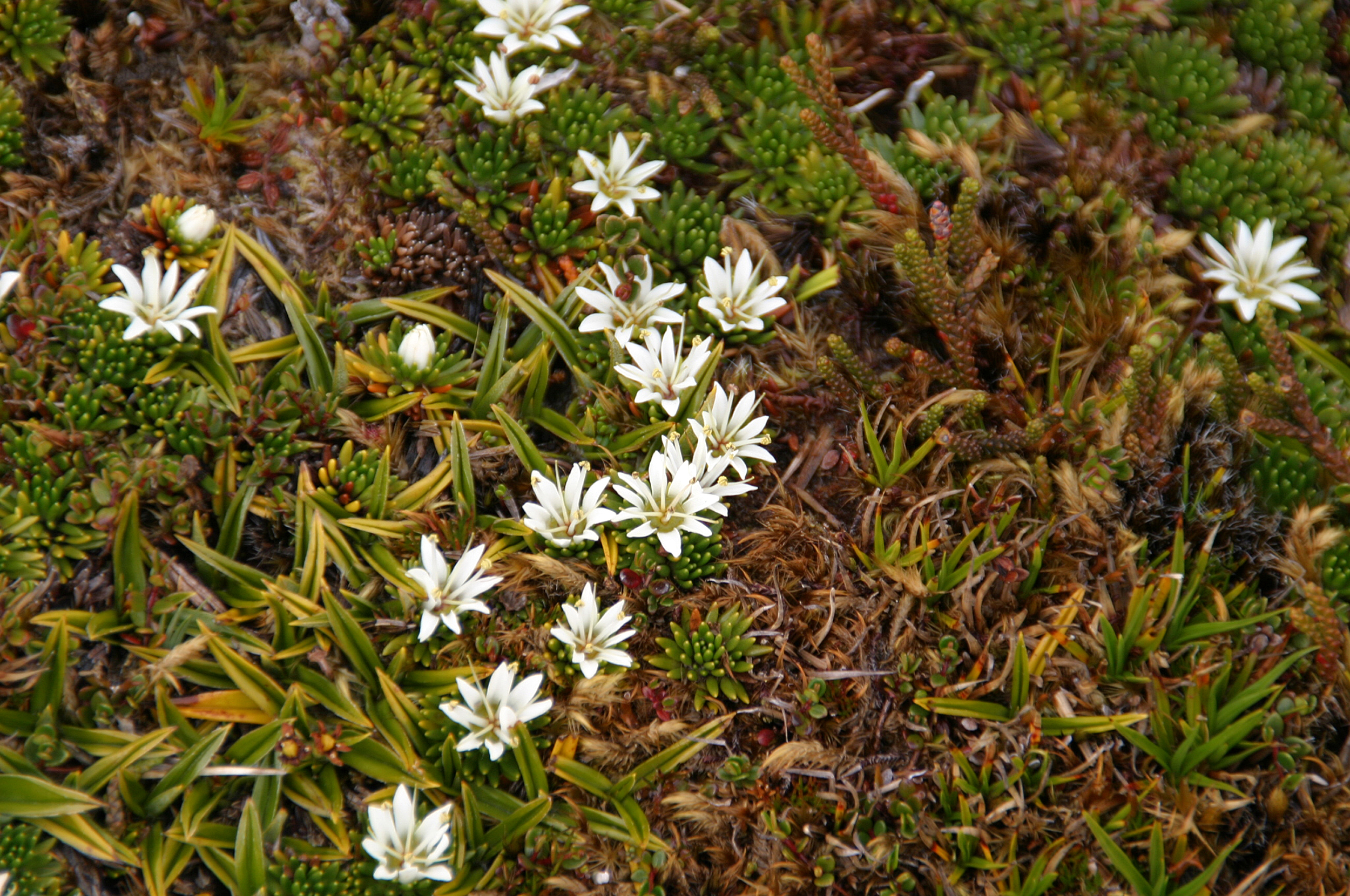
Flora nativa da Patagonia chilena

A flora nativa do Chile caracteriza-se por alto grau de endemismo e poucas espécies em comparação com outros países da América do Sul. A classificação desta flora exige a sua divisão em pelo menos três zonas gerais, as províncias do deserto do Norte, Central do Chile, e as regiões úmidas do sul.